# Bamin General Motorcar Plant
Bamin General Motorcar Plant war ein chinesischer Hersteller von Automobilen.

## Unternehmensgeschichte
Das Unternehmen aus Fuzhou begann in den 1990er Jahren mit der Produktion von Automobilen. Der Markenname lautete Bamin. 2010 endete die Produktion, als das Unternehmen in die Insolvenz ging.

## Fahrzeuge
Das Unternehmen stellte Kopien von Modellen von Mercedes-Benz her. Die Basis bildete das Fahrgestell vom Beijing BJ212, hergestellt wurden Limousinen, Kombis und Geländewagen.

## Pkw-Produktionszahlen
| Jahr | Produktionszahl | Quellen     |
| ---- | --------------- | ----------- |
| 2000 | 135             | [ 2 ] [ 3 ] |
| 2001 | 26              | [ 2 ] [ 3 ] |
| 2002 | 0               | [ 2 ] [ 3 ] |
| 2003 | 15              | [ 2 ] [ 3 ] |
| 2004 | 0               | [ 3 ]       |